# 2006-os labdarúgó-világbajnokság-selejtező (UEFA – 7. csoport)
A 2006-os labdarúgó-világbajnokság európai 7. selejtezőcsoportjának mérkőzéseit, és a csoport végeredményét tartalmazó lapja. A csoportban körmérkőzéses, oda-visszavágós rendszerben játszottak egymással a labdarúgó-válogatottak. A csoportelső automatikus résztvevője lett a 2006-os labdarúgó-világbajnokságnak.
A csoportban Belgium, Bosznia-Hercegovina, Litvánia, San Marino, Spanyolország és Szerbia–Montenegró szerepelt.
A csoportot Szerbia–Montenegró nyerte és kijutott a 2006-os világbajnokságra, míg Spanyolország szerezte meg a második helyet és játszhatott pótselejtezőt. 

## Tabella
| Hely. | Csapat                | M  | Gy | D | V  | G+ | G– | Gk  | P  | Továbbjutás                         |     | Szerbia és Montenegró | Spanyolország | Bosznia-Hercegovina | Belgium | Litvánia | San Marino |
| ----- | --------------------- | -- | -- | - | -- | -- | -- | --- | -- | ----------------------------------- | --- | --------------------- | ------------- | ------------------- | ------- | -------- | ---------- |
| 1.    | Szerbia és Montenegró | 10 | 6  | 4 | 0  | 16 | 1  | +15 | 22 | Kijutott a 2006-os világbajnokságra |     | —                     | 0–0           | 1–0                 | 0–0     | 2–0      | 5–0        |
| 2.    | Spanyolország         | 10 | 5  | 5 | 0  | 19 | 3  | +16 | 20 | Továbbjutott a második fordulóba    |     | 1–1                   | —             | 1–1                 | 2–0     | 1–0      | 5–0        |
| 3.    | Bosznia-Hercegovina   | 10 | 4  | 4 | 2  | 12 | 9  | +3  | 16 |                                     |     | 0–0                   | 1–1           | —                   | 1–0     | 1–1      | 3–0        |
| 4.    | Belgium               | 10 | 3  | 3 | 4  | 16 | 11 | +5  | 12 |                                     | 0–2 | 0–2                   | 4–1           | —                   | 1–1     | 8–0      |            |
| 5.    | Litvánia              | 10 | 2  | 4 | 4  | 8  | 9  | −1  | 10 |                                     | 0–2 | 0–0                   | 0–1           | 1–1                 | —       | 4–0      |            |
| 6.    | San Marino            | 10 | 0  | 0 | 10 | 2  | 40 | −38 | 0  |                                     | 0–3 | 0–6                   | 1–3           | 1–2                 | 0–1     | —        |            |

## Mérkőzések
| 2004. szeptember 4. 20:15 |

| Belgium   | 1–1         | Litvánia       |
| --------- | ----------- | -------------- |
| Sonck 61' | Jegyzőkönyv | Jankauskas 73' |

| Stade du Pays de Charleroi, Charleroi Nézőszám: 19,218 Játékvezető: Loízosz Loízu (ciprusi) |

| 2004. szeptember 4. 20:30 |

| San Marino | 0–3         | Szerbia és Montenegró      |
| ---------- | ----------- | -------------------------- |
|            | Jegyzőkönyv | Vukić 4' Jestrović 15' 83' |

| Stadio Olimpico, Serravalle Nézőszám: 1,137 Játékvezető: Akmalhan Holmatov (kazah) |

| 2004. szeptember 8. 19:15 |

| Litvánia                                            | 4–0         | San Marino |
| --------------------------------------------------- | ----------- | ---------- |
| Jankauskas 18' 50' Danilevičius 65' Gedgaudas 90+2' | Jegyzőkönyv |            |

| Darius and Girėnas Stadion, Kaunas Nézőszám: 4,000 Játékvezető: Sokol Jareci (albán) |

| 2004. szeptember 8. 20:15 |

| Bosznia-Hercegovina | 1–1         | Spanyolország |
| ------------------- | ----------- | ------------- |
| Bolić 79'           | Jegyzőkönyv | Vicente 65'   |

| Bilino Polje, Zenica Nézőszám: 14,380 Játékvezető: Massimo de Santis (olasz) |

| 2004. október 9. 20:15 |

| Bosznia-Hercegovina | 0–0         | Szerbia és Montenegró |
| ------------------- | ----------- | --------------------- |
|                     | Jegyzőkönyv |                       |

| Asim Ferhatović Hase Stadion, Szarajevó Nézőszám: 22,440 Játékvezető: Gilles Veissière (francia) |

| 2004. október 9. 21:45 |

| Spanyolország      | 2–0         | Belgium |
| ------------------ | ----------- | ------- |
| Luque 60' Raúl 65' | Jegyzőkönyv |         |

| Estadio El Sardinero, Santander Nézőszám: 17,000 Játékvezető: Kim Milton Nielsen (dán) |

| 2004. október 13. 20:00 |

| Szerbia és Montenegró                                 | 5–0         | San Marino |
| ----------------------------------------------------- | ----------- | ---------- |
| Milošević 35' Stanković 46' 50' Koroman 53' Vukić 69' | Jegyzőkönyv |            |

| Crvena Zvezda Stadion, Belgrád Nézőszám: 4,000 Játékvezető: Lassin Isaksen (feröeri) |

| 2004. október 13. 21:15 |

| Litvánia | 0–0         | Spanyolország |
| -------- | ----------- | ------------- |
|          | Jegyzőkönyv |               |

| Žalgiris Stadion, Vilnius Nézőszám: 9,114 Játékvezető: Éric Poulat (francia) |

| 2004. november 17. 20:15 |

| Belgium | 0–2         | Szerbia és Montenegró |
| ------- | ----------- | --------------------- |
|         | Jegyzőkönyv | Vukić 8' Kežman 60'   |

| Baldvin király Stadion, Brüsszel Nézőszám: 28,350 Játékvezető: Peter Fröjdfeldt (svéd) |

| 2004. november 17. 20:30 |

| San Marino | 0–1         | Litvánia          |
| ---------- | ----------- | ----------------- |
|            | Jegyzőkönyv | D. Česnauskis 41' |

| Stadio Olimpico, Serravalle Nézőszám: 1,457 Játékvezető: Karen Nalbandján (örmény) |

| 2005. február 9. 21:45 |

| Spanyolország                                          | 5–0         | San Marino |
| ------------------------------------------------------ | ----------- | ---------- |
| Joaquín 15' Torres 32' Raúl 42' Guti 61' Del Horno 75' | Jegyzőkönyv |            |

| Estadio de los Juegos Mediterráneos, Almería Nézőszám: 12,580 Játékvezető: Kenny Clark (skót) |

| 2005. március 26. 20:15 |

| Belgium                                  | 4–1         | Bosznia-Hercegovina |
| ---------------------------------------- | ----------- | ------------------- |
| É. Mpenza 15' 54' Daerden 44' Buffel 77' | Jegyzőkönyv | Bajramović 1'       |

| Baldvin király Stadion, Brüsszel Nézőszám: 36,700 Játékvezető: Vladimír Hriňák (szlovák) |

| 2005. március 30. 20:00 |

| Bosznia-Hercegovina | 1–1         | Litvánia         |
| ------------------- | ----------- | ---------------- |
| Bolić 21'           | Jegyzőkönyv | Stankevičius 60' |

| Asim Ferhatović Hase Stadion, Szarajevó Nézőszám: 6,000 Játékvezető: Jurij Baszkakov (orosz) |

| 2005. március 30. 20:30 |

| San Marino   | 1–2         | Belgium                              |
| ------------ | ----------- | ------------------------------------ |
| A. Selva 41' | Jegyzőkönyv | Simons 18' (11-esből) Van Buyten 65' |

| Stadio Olimpico, Serravalle Nézőszám: 871 Játékvezető: Geórgiosz Kásznaférisz (görög) |

| 2005. március 30. 21:00 |

| Szerbia és Montenegró | 0–0         | Spanyolország |
| --------------------- | ----------- | ------------- |
|                       | Jegyzőkönyv |               |

| Crvena Zvezda Stadion, Belgrád Nézőszám: 48,910 Játékvezető: Massimo Busacca (svájci) |

| 2005. június 4. 20:15 |

| Szerbia és Montenegró | 0–0         | Belgium |
| --------------------- | ----------- | ------- |
|                       | Jegyzőkönyv |         |

| Crvena Zvezda Stadion, Belgrád Nézőszám: 16,662 Játékvezető: Valentyin Ivanov (orosz) |

| 2005. június 4. 20:30 |

| San Marino   | 1–3         | Bosznia-Hercegovina               |
| ------------ | ----------- | --------------------------------- |
| A. Selva 39' | Jegyzőkönyv | Salihamidžić 17' 38' Barbarez 75' |

| Stadio Olimpico, Serravalle Nézőszám: 750 Játékvezető: Bülent Demirlek (török) |

| 2005. június 4. 21:30 |

| Spanyolország | 1–0         | Litvánia |
| ------------- | ----------- | -------- |
| Luque 68'     | Jegyzőkönyv |          |

| Estadio Mestalla, Valencia Nézőszám: 25,000 Játékvezető: Stefano Farina (olasz) |

| 2005. június 8. 22:00 |

| Spanyolország  | 1–1         | Bosznia-Hercegovina |
| -------------- | ----------- | ------------------- |
| Marchena 90+6' | Jegyzőkönyv | Misimović 39'       |

| Estadio Mestalla, Valencia Nézőszám: 38,041 Játékvezető: Steve Bennett (angol) |

| 2005. szeptember 3. 20:15 |

| Bosznia-Hercegovina | 1–0         | Belgium |
| ------------------- | ----------- | ------- |
| Barbarez 62'        | Jegyzőkönyv |         |

| Bilino Polje, Zenica Nézőszám: 12,000 Játékvezető: Olegário Benquerença (portugál) |

| 2005. szeptember 3. 20:30 |

| Szerbia és Montenegró | 2–0         | Litvánia |
| --------------------- | ----------- | -------- |
| Kežman 18' Ilić 74'   | Jegyzőkönyv |          |

| Crvena Zvezda Stadion, Belgrád Nézőszám: 20,203 Játékvezető: Kim Milton Nielsen (dán) |

| 2005. szeptember 7. 20:00 |

| Litvánia | 0–1         | Bosznia-Hercegovina |
| -------- | ----------- | ------------------- |
|          | Jegyzőkönyv | Barbarez 28'        |

| Vėtra Stadion, Vilnius Nézőszám: 4,000 Játékvezető: Kassai Viktor (magyar) |

| 2005. szeptember 7. 20:30 |

| Belgium                                                                                           | 8–0         | San Marino |
| ------------------------------------------------------------------------------------------------- | ----------- | ---------- |
| Simons 34' (11-esből) Daerden 39' 67' Buffel 44' M. Mpenza 52' 71' Vandenbergh 53' Van Buyten 83' | Jegyzőkönyv |            |

| Olimpiai Stadion, Antwerpen Nézőszám: 8,207 Játékvezető: Ian Stokes (ír) |

| 2005. szeptember 7. 22:00 |

| Spanyolország | 1–1         | Szerbia és Montenegró |
| ------------- | ----------- | --------------------- |
| Raúl 19'      | Jegyzőkönyv | Kežman 69'            |

| Vicente Calderón Stadion, Madrid Nézőszám: 51,491 Játékvezető: Graham Poll (angol) |

| 2005. október 8. 20:00 |

| Litvánia | 0–2         | Szerbia és Montenegró |
| -------- | ----------- | --------------------- |
|          | Jegyzőkönyv | Kežman 43' Vukić 85'  |

| Vėtra Stadion, Vilnius Nézőszám: 1,500 Játékvezető: Jan Wegereef (holland) |

| 2005. október 8. 20:00 |

| Bosznia-Hercegovina | 3–0         | San Marino |
| ------------------- | ----------- | ---------- |
| Bolić 46' 75' 82'   | Jegyzőkönyv |            |

| Bilino Polje, Zenica Nézőszám: 8,500 Játékvezető: Alain Hamer (luxemburgi) |

| 2005. október 8. 20:45 |

| Belgium | 0–2         | Spanyolország  |
| ------- | ----------- | -------------- |
|         | Jegyzőkönyv | Torres 56' 66' |

| Baldvin király Stadion, Brüsszel Nézőszám: 40,300 Játékvezető: Ľuboš Micheľ (szlovák) |

| 2005. október 12. 20:30 |

| San Marino | 0–6         | Spanyolország                                        |
| ---------- | ----------- | ---------------------------------------------------- |
|            | Jegyzőkönyv | López 1' Torres 11' 78' 89' (11-esből) Ramos 31' 48' |

| Stadio Olimpico, Serravalle Nézőszám: 3,426 Játékvezető: Florian Meyer (német) |

| 2005. október 12. 20:30 |

| Szerbia és Montenegró | 1–0         | Bosznia-Hercegovina |
| --------------------- | ----------- | ------------------- |
| Kežman 7'             | Jegyzőkönyv |                     |

| Crvena Zvezda Stadion, Belgrád Nézőszám: 46,305 Játékvezető: Kírosz Vasszárasz (görög) |

| 2005. október 12. 21:30 |

| Litvánia              | 1–1         | Belgium      |
| --------------------- | ----------- | ------------ |
| Deschacht 82' (öngól) | Jegyzőkönyv | Geraerts 20' |

| Vėtra Stadion, Vilnius Nézőszám: 1,500 Játékvezető: Mike Riley (angol) |

## Góllövőlista
| 6 gólos - Fernando Torres 5 gólos - Elvir Bolić - Mateja Kežman 4 gólos - Zvonimir Vukić 3 gólos - Koen Daerden - Sergej Barbarez - Edgaras Jankauskas - Raúl 2 gólos - Thomas Buffel - Émile Mpenza - Mbo Mpenza - Timmy Simons - Daniel Van Buyten - Hasan Salihamidžić - Andy Selva - Nenad Jestrović - Dejan Stanković - Albert Luque - Sergio Ramos | 1 gólos - Karel Geraerts - Wesley Sonck - Kevin Vandenbergh - Zlatan Bajramović - Zvjezdan Misimović - Deividas Česnauskis - Tomas Danilevičius - Andrius Gedgaudas - Marius Stankevičius - Saša Ilić - Ognjen Koroman - Savo Milošević - Guti - Asier Del Horno - Joaquín - Antonio López - Carlos Marchena - Vicente Rodríguez 1 öngólos - Olivier Deschacht (Litvánia ellen) |